# Joosia standleyana
Joosia standleyana är en måreväxtart som beskrevs av Julian Alfred Steyermark. Joosia standleyana ingår i släktet Joosia och familjen måreväxter. IUCN kategoriserar arten globalt som starkt hotad. Inga underarter finns listade i Catalogue of Life.